# Uy Tín, Chiêu Thông
Uy Tín (tiếng Trung phồn thể: 威信縣, giản thể: 威信县, Hán Việt: Uy Tín huyện) là một huyện tại địa cấp thị Chiêu Thông, tỉnh Vân Nam, Cộng hòa Nhân dân Trung Hoa. Huyện này có diện tích 1.416 km², dân số năm 2003 là 370.000 người. Huyện lỵ đóng tại trấn Trát Tây.

## Các đơn vị hành chính
Địa cấp thị Tuy Giang có các
- trấn: Trát Tây (扎西) và Cựu Thành (旧城).
- Huyện này có các hương: Song Hà (双河), Cao Điền (高田), La Bố (罗布), Lâm Phượng (林凤), Trường An (长安), Miếu Cấu (庙沟), Tam Đào (三桃) và Thủy Điền (水田).